# Got to Have Faith
Got to Have Faith är Europes stora comebacksingel från albumet Start From the Dark, som släpptes den 15 september 2004. Singeln mottogs med god kritik av fansen, men många höjde på ögonbrynet då soundet var betydligt råare än vad det tidigare varit. Got to Have Faith är skriven av sångaren Joey Tempest och gitarristen John Norum.
En musikvideo spelades in där bandet spelar i ett garage, samtidigt som man får följa en motorcyklist som i slutet åker förbi Upplands Väsby.

## Musiker
- Joey Tempest - sång
- John Norum - gitarr
- John Levén - bas
- Mic Michaeli - keyboard
- Ian Haugland - trummor

## Listplaceringar
| Lista (2004) | Topplacering |
| ------------ | ------------ |
| Sverige      | 21           |

### Fotnoter
1. ↑  ”Got to Have Faith”. Hitparad. http://hitparad.se/showitem.asp?interpret=Europe&titel=Got+To+Have+Faith&cat=s. Läst 20 januari 2013.